# Nikolaus Schmid (Schauspieler)
Nikolaus Schmid (*  30. Dezember 1976 in Zürich) ist ein Schweizer Schauspieler.

## Leben
Schmid ist in Graubünden aufgewachsen und unterrichtete zwei Jahre lang nach seinem Studium als Primarlehrer. Nebenbei war er in kleineren Theater-Produktionen tätig. Für eine Ausbildung an der Hochschule der Künste Bern kündigte Schmid seinen Job. Seit 2006 arbeitet er freischaffend als Schauspieler und Sprecher.
Die Rolle des Antonio Santos alias Rafael Suarez in der RTL-Dailysoap Alles was zählt, welche er von 2010 bis 2011 verkörperte, ist seine erste Fernsehrolle in Deutschland. Zuvor wirkte er in zwei Schweizer Spielfilmen "Heldin der Lüfte" und "Vater, unser Wille geschehe" mit. In den Jahren 2013 und 2014 wirkte Schmid wieder bei Alles was zählt als Rafael Suarez mit, bis er dort den Serientod starb.
Schmid ist verheiratet und hat einen Sohn und eine Tochter.

## Filmografie (Auswahl)
- 2010–2011, 2013, 2014: Alles was zählt